# 巴尔米拉阿拉姆语
巴尔米拉阿拉姆语是公元早期在叙利亚巴尔米拉使用的一种西部阿拉姆语方言。它只能从公元前1世纪至公元273年这段时间内出土的铭文中得知。这种阿拉姆语中的双元消失了。而草书阿拉姆语字母的发展导致了帕尔米拉字母的诞生。